# Dritëro Agolli

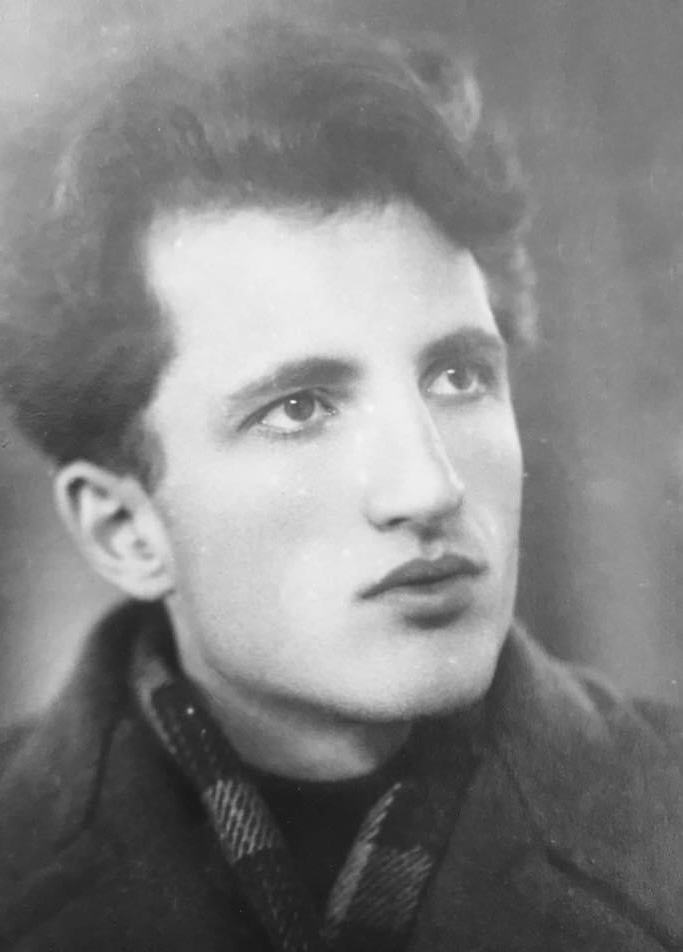
Agolli 1951

Dritëro Agolli (* 13. Oktober 1931 in Menkulas, Kreis Devoll; † 3. Februar 2017 in Tirana) war ein albanischer Schriftsteller und Publizist.

## Leben
Agolli besuchte das Gymnasium in Gjirokastra und studierte in den 1950er Jahren in Leningrad Publizistik. Seit seiner Rückkehr nach Albanien lebte er in der Hauptstadt Tirana. Zunächst war Agolli einige Zeit für die kommunistische Parteizeitung Zëri i Popullit tätig. Seine ersten Gedichte veröffentlichte er 1958.
In seinen Werken – Gedichte ebenso wie Kurzgeschichten und Romane – idealisierte er das sozialistische System und besang den sogenannten neuen Menschen, den die albanischen Kommunisten zu erziehen sich vorgenommen hatten. Von 1973 bis 1992 war Agolli Vorsitzender des albanischen Schriftstellerverbandes. Von 1974 bis 1996 und von 1997 bis 2001 war er Abgeordneter im Albanischen Parlament.
Die zwischen 1958 und 1990 entstandenen Werke Agollis sind nicht nur platte Lobpreisungen des Kommunismus. Seine Gedichte sind feinsinnig und von großer sprachlicher Schönheit und werden bis heute gelesen. Sein 1973 erschienener satirischer Roman Zylo oder die abenteuerliche Reise durch die wundersame Welt von Bürokratien wurde als amüsante Kritik an der Parteibürokratie allgemein geschätzt. Auch nach dem Ende der kommunistischen Diktatur 1990 setzte er seine Arbeit als Schriftsteller fort. Bis zu seinem Tod war der in Tirana lebende Autor sehr produktiv und veröffentlichte fast jährlich ein neues Buch.

## Werke (Auswahl)
- Mesditë. (Mittag), Poesie 1969
- Komisari Memo. (Kommissar Memo), Roman 1970
- Shkëlqimi dhe rënia e shokut Zylo. (deutsch in der DDR unter dem Titel veröffentlicht: Zylo oder die abenteuerliche Reise durch die wundersame Welt von Bürokratien.), satirischer Roman 1973
- Njeriu me top. (Der Mann mit der Kanone), Roman 1975
- Nënë Shqipëri. (Mutter Albanien), Poem 1976 (siehe auch Mutter Albanien)
- Trëndafili në gotë. (Die Rose im Glas), Roman 1980
- Mosha e bardhë. (Das weiße Alter), Drama 1985
- Njerëz të krisur. (Verrückte Leute), Kurzgeschichten 1995
- Shpirti i gjyshërve. 101 këngë. (Der Geist der Großväter. 101 Lieder.), Gedichte 1996
- Vjen njeriu i çuditshëm. (Es kommt der eigenartige Mensch), Gedichte 1996
- Teshtimat e lirisë. Njeriu, politika dhe kultura. (Das Niesen der Freiheit. Der Mensch, die Politik und die Kultur.), Essays 1997
- Zhurma e erërave të dikurshme. (Das Geräusch der einstigen Winde), Kurzgeschichten 1999
- Gdhihet e ngryset. (Es dämmert und es finstert), Gedichte 2000
- Dështaku. (Der Versager), Roman 2000

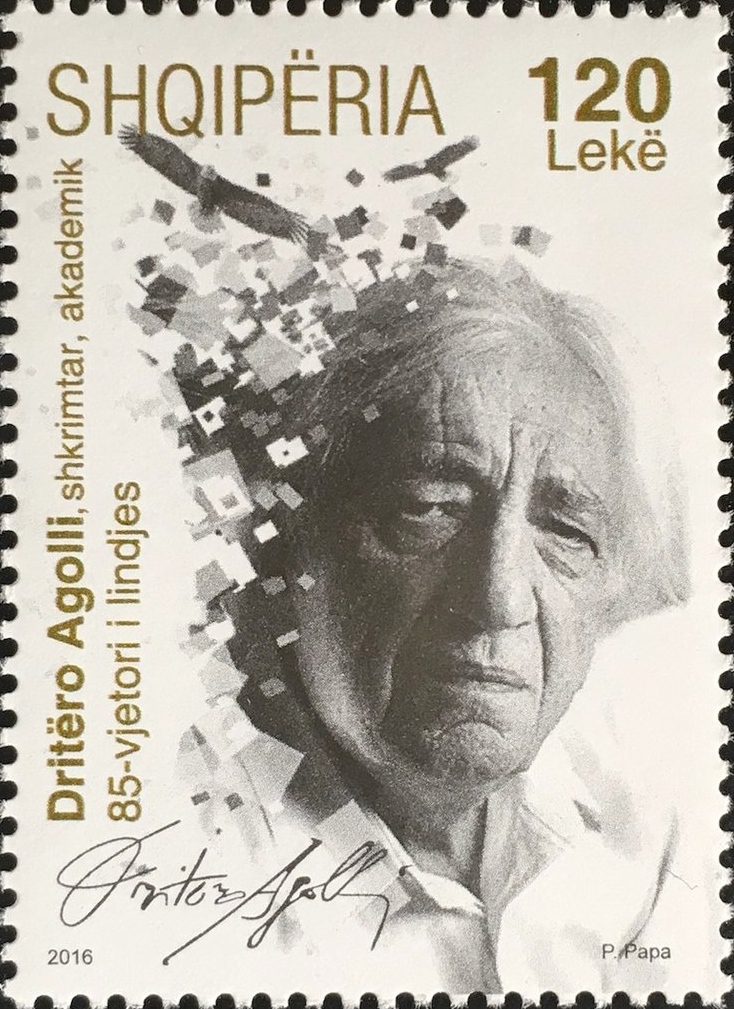
Agolli auf einer albanischen Briefmarke von 2016

## Politische Resonanz
Dritëro Agolli wird in Albanien gemeinhin als „Patriarch der Sozialisten“ bezeichnet.